# 337 Devosa
337 Devosa је астероид главног астероидног појаса. Приближан пречник астероида је 59,11 km,
а средња удаљеност астероида од Сунца износи 2,384 астрономских јединица (АЈ).
Инклинација (нагиб) орбите у односу на раван еклиптике је 7,852 степени, а орбитални период износи 1345,162 дана (3,682 године). Ексцентрицитет орбите астероида износи 0,137.
Апсолутна магнитуда астероида износи 8,74 а геометријски албедо 0,161.
Астероид је откривен 22. септембра 1892. године.